# الجبهة الديمقراطية للطلاب السودانيين
تعتبر الجبهة الديمقراطية للطلاب السودانيين من التنظيمات السياسية الطلابية داخل الجامعات السودانية، وهي تحالف استراتيجي ما بين الطلاب الدميقراطيين والشيوعيين ، يستند منتطلقات الجبهة الديمقراطية السياسية والفكرية من البرنامج الوطني الديمقراطي لإنجاز مرحله الثورة الوطنية الديمقراطية 

## التأسيس
تم تأسيس الجبهة الدميقراطية للطلاب السودانيين في 20 نوفمبر 1953بكلية غردون  التذكارية ٦جامعة الخرطوم حاليا، وكان مؤتمرها الأول بعد حل مؤتمر الطلبة 

## المواقف التاريخية
عملت الجبهة الديمقراطية مع الحركة الطلابية على رفض سياسات المستعمر  البريطاني ( البيرطاني) رفضت تدخل الحكومة في شئون الجامعات، كما رفضت إتباع جامعة الخرطوم لوازرة المعارف سابقا  ، استطاعت الجبهة الديمقراطية في العام 1957 ان تطرح الدستور النسبي وهي على رئاسة اتحاد جامعة الخرطوم،رفضت الجبهة الديمقراطية الاعتراف بالانقلاب العسكري بقيادة الفريق ايراهيم عبود على أول حكومة ديمقراطية في السودان وقاومته 

## البرنامج السياسي للجبهة الديمقراطية
ويمكن تلخيص المرتكزات الأسياسية لبرنامج الجبهة الديمقراطية في الأتي
الاهتمام بواقع الحركة الطلابية ومتغيراته
الاهتمام بقضايا وحقوق المرأة السودانية
الاهتمام بقضايا الأقليات في السودان
الاهتمام بقضايا الثورة الثقافية
تنادي الجبهة الديمقراطيةبحرية الدين والمعتقدات 